# 草地白珠
草地白珠（学名：Gaultheria praticola）是杜鹃花科白珠树属的植物，为中国的特有植物。分布在中国大陆的云南等地，生长于海拔3,200米至4,000米的地区，常生于高山上，目前尚未由人工引种栽培。